# 뗏목

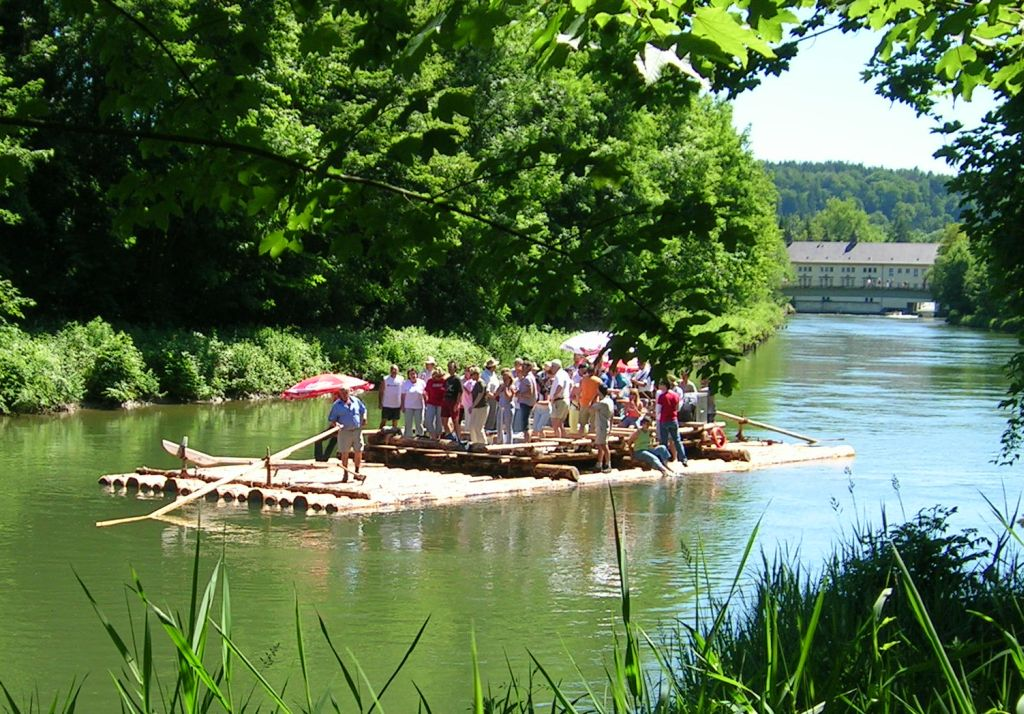
뗏목에 탑승한 사람들.

뗏목(영어: raft)은 떼를 만들어 물에 띄워 운반하는 단순한 선박이다. 긴 삿대·노·돛 등으로 움직이는데, 때로는 조류나 강물을 따라 목적지까지 스스로 떠내려가기도 한다.
물 위에서 지지하거나 운반하기 위한 평평한 구조물이다. 일반적으로 선체가 없는 기본 디자인이다. 뗏목은 일반적으로 목재, 밀봉된 통 또는 팽창된 공기 챔버(예: 폰툰)와 같은 부력 재료의 조합을 사용하여 해상에 유지되며 일반적으로 엔진에 의해 추진되지 않는다. 뗏목은 고대의 운송 수단이다. 얽힌 식물과 나무 조각과 같은 자연적으로 발생하는 뗏목은 인류의 새벽부터 물을 횡단하는 데 사용되었다.

## 같이 보기
- 뜬섬
- 구명정
- 표류 경석
- 메두사호의 뗏목
- 토르 헤위에르달

## 참고 자료
- 이 문서에는 다음커뮤니케이션(현 카카오)에서 GFDL 또는 CC-SA 라이선스로 배포한 글로벌 세계대백과사전의 내용을 기초로 작성된 글이 포함되어 있습니다.